# Vihanti
Koordinaten: 64° 29′ N, 25° 0′ O

Wappen von Vihanti

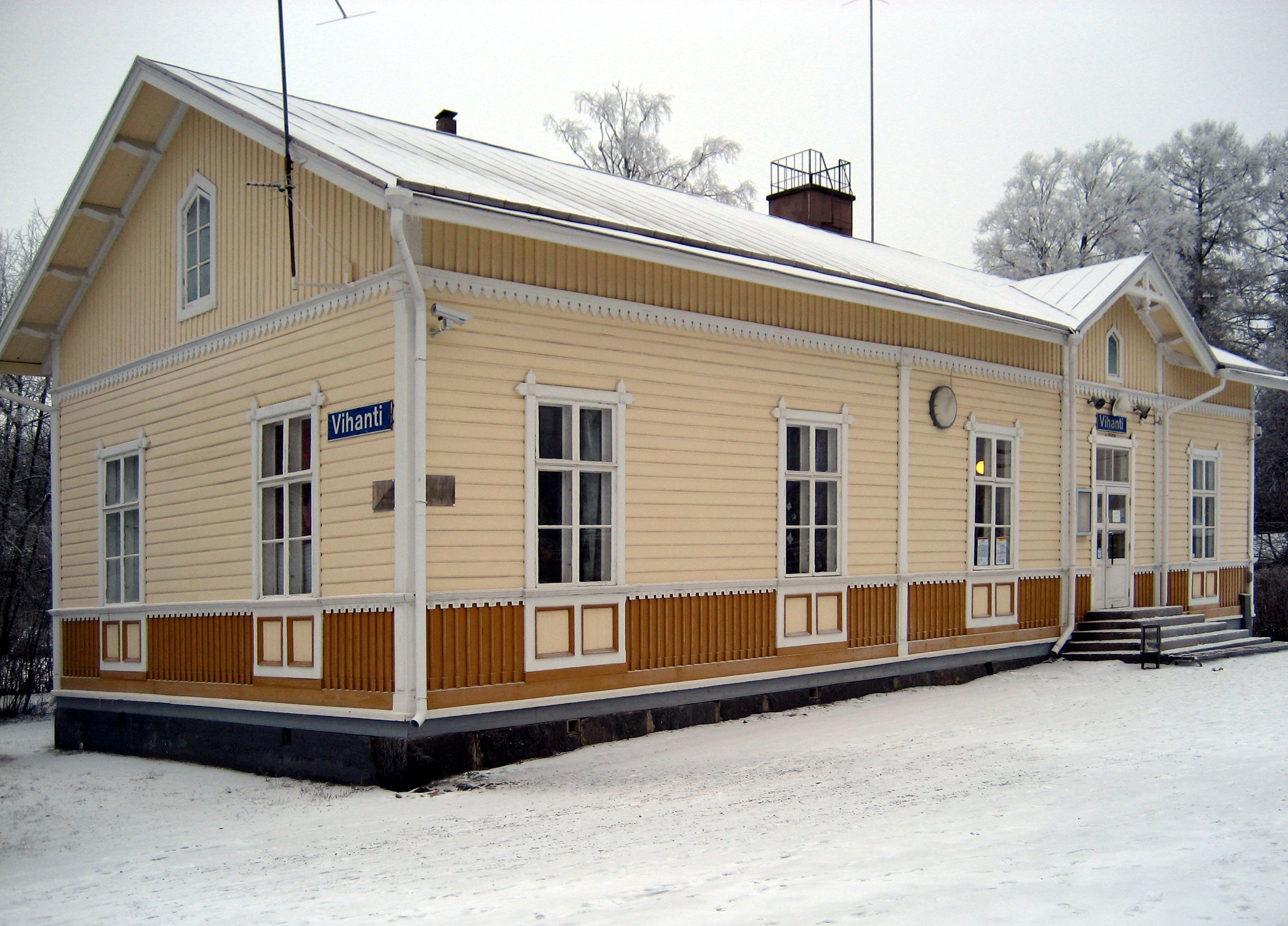
Bahnhof von Vihanti

Vihanti [ˈʋiɦɑnti] ist ein Ort in Westfinnland. Er liegt rund 70 Kilometer südlich der Stadt Oulu im Küstenhinterland der Landschaft Nordösterbotten.

## Lage und Geschichte
Der Ort bedeckt eine Fläche von 491,91 km2, davon sind 4,95 km2 Binnenwasserfläche. Die ehemals selbstständige Gemeinde hatte die Gemeindenummer 926. Zum Zeitpunkt der Auflösung der Gemeinde am 31. Dezember 2012 hatte sie 3.022 Einwohner, die Bevölkerungsdichte betrug 6,2 Ew./km².
Die ehemalige Gemeinde, die 2013 nach Raahe eingemeindet wurde, umfasste neben dem Kirchdorf Vihanti die Orte Alpua, Ilveskorpi, Lampinsaari und  Myllyperä–Perukka. In Lampinsaari wurde von 1954 bis 1992 Kupfer, Zink und Blei gefördert. Seit Schließung der zuletzt vom Bergbaukonzern Outokumpu betriebenen Mine hat der Ort viele Einwohner durch Wegzug verloren.

## Sehenswürdigkeiten
Zu den Sehenswürdigkeiten zählt die 1784 von Simon Silvén-Jylkä erbaute Holzkirche mit freistehendem Glockenturm, eine ebenfalls hölzerne russisch-orthodoxe Kapelle, ein „Kirchstein“ (finnisch: kirkkokivi) genannter Findling, der einem riesigen Thron ähnelt, sowie ein Heimatmuseum und ein Heimatzentrum mit einer architektonisch bekannten Bibliothek.

## Personen
Der Orientierungsläufer Pasi Ikonen (1980–2024) wurde in Vihanti geboren.

## Besonderes
In Vihanti besteht seit 1982 ein SOS-Kinderdorf.